# Laurens De Keyzer
Laurens De Keyzer (Gent, 16 juli 1947 – Gent, 13 april 2016) was een Belgisch auteur en journalist.

## Carrière
Laurens De Keyzer was opgeleid als musicoloog en begon zijn journalistieke loopbaan als recensent klassieke muziek en opera bij Gazet van Antwerpen. Hij werkte daarna 13 jaar bij De Gentenaar voordat hij overstapte naar Het Nieuwsblad in 1988. In 1992 begon hij te schrijven voor het nieuwe wekelijkse magazine van De Standaard, waar hij in de laatste jaren van zijn loopbaan de column De kleren van De Keyzer schreef.
De Keyzer was een veelzijdig journalist die bekend werd om zijn verhalende interviews en reportages. Naast kunst en cultuur schreef hij ook over onderwerpen zoals Mariaverering in Vlaanderen, plastische chirurgie, Jehova's getuigen en het openluchtmuseum in Bokrijk. Hij interviewde talloze beroemdheden en editeerde verhalen van gewone mensen. Hij werd opgemerkt vanwege zijn werk aan Het Penseel van de Liefde dat hij samen met uroloog Bo Coolsaet schreef.
Laurens De Keyzer was een journalist van de jonge generatie in de jaren zeventig en tachtig, die streefde naar openheid en pluralisme. Hij begon met het maken van grote, verhalende interviews, wat toen vernieuwend was. Door zijn persoonlijke benadering en levendige schrijfstijl kwamen de geïnterviewden tot leven, met ironie, melancholie en vertedering als kenmerkende elementen. Zijn artikelen waren paginagroot en werden gepubliceerd met sprekende foto's. Hij vormde een hechte tandem met fotograaf Michiel Hendryckx, waardoor er een dialoog ontstond tussen de zwart-witfoto's en het verhaal.